# 德米特里·伊万诺维奇·萨韦利耶夫
德米特里·伊万诺维奇·萨韦利耶夫（羅馬化：Dmitriy Ivanovich Savel'yev；1971年5月25日—）是俄罗斯政治人物，第六届、第七届和第八届国家杜马代表。
大学毕业后，萨韦利耶夫从事商业工作。2008年，他加入俄罗斯自由民主党。2009年至2013年，他负责协调自民党的克麦罗沃支部。2010年至2011年，他担任第五届国家杜马代表阿尔卡季·斯维斯图诺夫的助理。2011年，他当选第六届国家杜马代表。他于2016年和2021年连任第七届和第八届国家杜马。他于2021年加入统一俄罗斯党。

## 制裁
萨韦利耶夫于2022年因俄乌战争而受到英国政府制裁。